# 马珈
马珈（1967年11月—），女，山西永济人，中华人民共和国外交官，现任中华人民共和国驻缅甸联邦共和国特命全权大使。2001年1月加入中国共产党。

## 生平
马珈毕业于外交学院。1991年，进入中华人民共和国外交部工作，先后在外交部亚洲司、驻缅甸大使馆、驻巴基斯坦大使馆、驻日本大使馆、驻新加坡大使馆任职。2010年，任驻英国大使馆参赞。2013年任驻马来西亚大使馆参赞，职级为副司级。2015年，升任驻马来西亚大使馆公使衔参赞。2018年，挂职海南省三沙市副市长，任职期间当选三沙市第二届人大代表。2020年，任驻印度大使馆公使。2024年8月，出任中华人民共和国驻缅甸大使。